# Danuta Manowiecka
Danuta Krystyna Manowiecka (ur. 31 października 1953) – polska lekkoatletka, sprinterka, mistrzyni, rekordzistka i reprezentantka Polski, medalistka halowych mistrzostw Europy.

## Kariera sportowa
Była zawodniczka Skry Warszawa.
W 1973 została brązową medalistką halowych mistrzostw Europy w sztafecie 4 x 2 okrążenia (z Martą Skrzypińską, Krystyną Kacperczyk i Danutą Piecyk) - Polki były jednak ostatnim z trzech startujących zespołów. Reprezentowała także Polskę w półfinale Pucharu Europy w lekkoatletyce w 1973, zajmując 3. miejsce w sztafecie 4 x 400 metrów, z rekordem Polski, 3:28,8.
Na mistrzostwach Polski na otwartym stadionie zdobyła sześć medali w sztafecie 4 x 400 metrów: złote w 1974 i 1975, srebrne w 1969, 1971 i 1973 oraz brązowy w 1976. Najlepsze miejsce indywidualnie zajęła w biegu na 400 metrów w 1973 i 1976 (czwarte).
4 sierpnia 1973 poprawiła rekord Polski w sztafecie 4 x 400 metrów (3:28,8 - w półfinale zawodów Pucharu Europy.
Rekordy życiowe: 400 m - 54,29 (28.07.1973), 800 m - 2:07,0 (15.08.1973).